# Eremobia pallida
Eremobia pallida là một loài bướm đêm trong họ Noctuidae.